# Кибертекст
Кибертекст (англ. Cybertext) — организация текста таким образом, чтобы определить значение медиума как неотъемлемой части литературной динамики (определение, данное Эспеном Аарсетом в 1997 году). Аарсет определил кибертекст как часть эргодической литературы.

## Обозначение
Термин кибертекст был введён поэтом-фантастом Брюсом Бостоном. Бостон произвел его от слова кибернетика, придуманное Норбертом Винером в его книге «Кибернетика, или контроль и коммуникация у животных и машин» (1948), которое в свое очередь было взято из греческого: kybernetes (др. греч.) — рулевой. Кибертексты — это части литературы, в которых важна составляющая медиа. Каждый пользователь получает разный результат, который напрямую зависит от выбора, который он делает. Кибертексты можно приравнять к передвижению сквозь линейное произведение — например, роман или игру. В романе у читателя нет выбора, все персонажи и события придуманы автором, как такового пользователя нет, он превращается в читателя. Это важно, потому что таким образом человек, проходящий через произведение, не становится его активным участником — скорее наблюдателем. В игре пользователь принимает все решения: какие удары наносить и когда, в какой момент совершить или проигнорировать то, или иное действие.
Главное различие между игрой и кибертекстом состоит в том, что кибертексты как произведения гораздо глубже, в них есть определённый смысл. В таких романах как правило есть вывод или послание, которое открывается читателю по мере того, как он знакомится и работает с произведением.

### Идея
Кибертексты основаны на идее о том, что дорога к получению информации имеет не меньшее значение, чем сама информация. Участие пользователя обязательно для получения информации или сообщения. Также это можно определить как «нетривиальная работа пользователя».
Основополагающая идея в развитии теории кибернетики — это концепция обратной связи: часть информации, произведенной системой, используется (частично или полностью) в качестве вклада . Кибернетика — наука, позволяющая изучить контроль и регулирование систем, в которых существует поток информации и обратная связь с пользователем. В начале использованная поэтом-фантастом как термин, концепция кибертекста была раскрыта литературному миру Эспеном Аарсетом в 1997 году.
Концепт кибертекста Аарсета был сфокусирован на организации текста таким образом, чтобы человек смог проанализировать влияние медиума как составляющей части литературной динамики. Согласно Аарсету, кибертекст как таковой не является отдельным жанром; чтобы правильно разделить традиции, литературные жанры и эстетические ценности, человек должен исследовать текстовые данные по отдельности.

## Применение
Объектом кибернетики являются все управляемые системы. Системы, не поддающиеся управлению, в принципе, не являются объектами изучения кибернетики. Кибернетика вводит такие понятия, как кибернетический подход, кибернетическая система. Кибернетические системы рассматриваются абстрактно, вне зависимости от их материальной природы. Примеры кибернетических систем — автоматические регуляторы в технике, ЭВМ, человеческий мозг, биологические популяции, человеческое общество. Каждая такая система представляет собой множество взаимосвязанных объектов (элементов системы), способных воспринимать, запоминать и перерабатывать информацию, а также обмениваться ею. Кибернетика разрабатывает общие принципы создания систем управления и систем для автоматизации умственного труда. Основные технические средства для решения задач кибернетики — ЭВМ. Поэтому возникновение кибернетики как самостоятельной науки (Н. Винер, 1948) связано с созданием в 40-х годах XX века этих машин, а развитие кибернетики в теоретических и практических аспектах — с прогрессом электронной вычислительной техники. Кибернетика является междисциплинарной наукой. Она возникла на стыке математики, логики, семиотики, физиологии, биологии, социологии. Ей присущ анализ и выявление общих принципов и подходов в процессе научного познания.

## Концепция
Концепция кибертекста предлагает пути к расширению литературных наук и включить в них явления, которые на данный момент воспринимаются литературой как чуждые или низшие. В работах Аарсета кибертекст показывает общий набор текстовых машин, которые, благодаря работе читателя, предоставляют ему различные тексты для чтения. Например, при работе с книгой Раймона Кено «Сто тысяч миллиардов стихотворений» каждый читатель столкнется не только со стихотворениями, которые выстроены в различном порядке, но и с разными стихотворениями в принципе — все зависит от того, в каком порядке и каким образом читатель будет переходить на ту или иную страницу. В своём творчестве Кено осуществляет эксперименты в литературном построении и письме: использует фонетический т. н. «ново-французский» язык, разговорную и жаргонную лексику, архаизмы и неологизмы, а также разрабатывает целую систему «литературных протезов» — сознательно заданных формальных ограничений (палиндромов, липограмм, анаграмм и т. д.), стимулирующих авторское воображение и позволяющих отказаться от штампов и стереотипов. В разнообразных по жанрам произведениях Кено — от математических шарад до философских эссе — всегда остаётся неизменными чувство юмора (цитирования, пародии, заимствования и мистификации) и виртуозная игра со словом.

## Бекграунд
Кибертекст был придуман автором спекулятивной фантастики Брюсом Бостоном. Так называлась книга, опубликованная им в 1992 году и содержащая научно-фантастическую поэзию. Термин происходит от слова «кибер» — в слове «кибернетика», которое было введено Норбертом Винером в его книге «Кибернетика, или управление и связь в животном и машине» (1948), которое, в свою очередь, происходит от греческого слова «кибернетес» — рулевой. Префикс затем объединяется со словом «текст», которое идентифицируется как отличительная структура для производства и потребления вербального значения в тексте. Постструктуралистская теория литературы.
Кибертекст является частью того, что ученые называют сменой поколений, связанной с литературой о цифровых медиа. Первой фазой был гипертекст, который в середине 1990-х перешел в гипермедиа. Эти события совпали с изобретением первого графического браузера под названием Mosaic и популяризацией всемирной паутины. Кибертекст появился после гипермедиа на фоне движения к акценту на программном коде, особенно на его значительной способности контролировать процесс приема без снижения интерактивности.
Фундаментальной идеей в развитии теории кибернетики является понятие обратной связи: часть информации, производимой системой, которая полностью или частично принимается в качестве входных данных. Кибернетика — это наука, изучающая управление и регулирование в системах, в которых существует поток и обратная связь информации. Хотя термин «кибертекст» впервые был использован поэтом — фантастом Брюсом Бостоном, термин «кибертекст» был представлен вниманию литературного мира Эспеном Аарсетом в 1997 году.
Концепция кибертекста Аарсета фокусируется на организации текста, чтобы проанализировать влияние среды как неотъемлемой части литературной динамики. По словам Аарсета, кибертекст сам по себе не является жанром; чтобы классифицировать традиции, литературные жанры и эстетическую ценность, мы должны исследовать тексты на гораздо более локальном уровне. Он также утверждал, что традиционная литературная теория и интерпретация не являются основными чертами кибертекста, поскольку они сосредоточены на текстовой среде (текстономии) и изучении текстового значения (текстологии).

## Примеры
Примерном кибертекста можно назвать книгу 12 Blue Майкла Джойса. В зависимости от того, какую ссылку или какую часть диаграммы в системе выберет пользователь, он будет перенаправлен на определённую часть текста. В конечном итоге читатель по-настоящему не может завершить чтение целой истории или новеллы, ведь по ходу чтения пробираемся сквозь случайный набор историй и страниц и пытается выстроить рассказ самостоятельно. Рассказ может так и не прийти к своему финалу. Но из-за того, что это кибертекст, завершение истории не так важно, как её влияние на читателя. Работа Джима Эндрюса Stir Fried Texts — это кибертекст, в котором есть множество уровней текста, и пока читатель наводит мышку на слова, эти уровни раскрываются перед ним. The House — ещё один пример кибертекста, где каждый может представить себе описание текста следующим образом: это не настоящий текст, слова не слышат читателя и он не является высшим звеном в этой работе. Читатель скорее путешествует сквозь текст. Это кибертекст с минимальным уровнем контроля со стороны читателя. Он лишь наблюдает, как перед ним раскрывается та или иная история, он должен просто следовать течению — иметь возможность читать текст снизу вверх, соединять вместе лишь отражения слов или принимать исход, где текст может исчезнуть на середине, пропасть слишком быстро или удалиться от читателя настолько, что он не поймет тех слов, которые так важны.